# Banalia thyrsiflora
Banalia thyrsiflora är en amarantväxtart som beskrevs av Horace Bénédict Alfred Moquin-Tandon. Banalia thyrsiflora ingår i släktet Banalia och familjen amarantväxter. Inga underarter finns listade i Catalogue of Life.